# Babooshka
Babooshka är en låt av den brittiska artisten Kate Bush. Den släpptes som singel den 27 juni 1980 och är med på albumet Never for Ever som släpptes 7 september samma år.

## Om låten
I en intervju i det australiensiska tv-programmet Countdown berättade Bush att sången handlar om en hustru som testar sin makes trohet genom att skriva till honom under författarnamnet "Babooshka", där hon utger sig för att vara en ung kvinna – motsatsen till hur hon är rädd att hennes make ser henne. (Härav textraderna Just like his wife before she freezed on him/Just like his wife when she was beautiful. – Precis som hans fru innan hon förlorade intresset för honom/Precis som hans fru när hon var vacker.)
Hon gillrar sedan en fälla genom att arrangera ett möte mellan maken och "Babooshka", som påminner honom om sin maka när hon var yngre och som han samtidigt har blivit förtjust i. Detta leder till att hon förstör förhållandet på grund av sin paranoia.
Bush insåg inte när hon skrev låten att ба́бушка (babushka) är ryska för "mormor/farmor" (även om betoningen ligger på den första stavelsen, inte den andra).

## Topplistor
Låten blev Bushs andra hit på toppfemlistan i Storbritannien och fick ett guldcertifikat av BPI för att ha sålt över 250 000 skivor.
I Frankrike nådde låten en femte plats på topplistan och sålde 547 000 skivor, vilket blev den 465:e bästsäljande singeln genom tiderna.
| Lista (1980)                                     | Topplacering |
| ------------------------------------------------ | ------------ |
| Australiska singellistan (Kent Music Report)     | 2            |
| Brittiska singellistan                           | 5            |
| Franska singellistan                             | 4            |
| Irländska singellistan                           | 5            |
| Israeliska singellistan                          | 5            |
| Italienska singellistan                          | 5            |
| Nederländska singellistan (Dutch Top 40)         | 15           |
| Nederländska singellistan (Single Top 100)       | 24           |
| Norska singellistan                              | 4            |
| Nyzeeländska singellistan                        | 8            |
| Sydafrikanska singellistan (Springbok SA Top 20) | 12           |
| Tyska singellistan                               | 14           |

### Fotnoter
1. 1 2 3  ”Kate Bush Interview 1980”. YouTube. 11 augusti 2006. https://www.youtube.com/watch?v=syDT1MHmvOI. Läst 16 oktober 2016.
2. ↑  ”Kate Bush Discography - Song Index - Babooshka”. Gaffa.org. Arkiverad från originalet den 22 november 2007. https://web.archive.org/web/20071122120339/http://gaffa.org/discog/songs/babooshk.html.
3. ↑  ”Arkiverade kopian”. Arkiverad från originalet den 15 januari 2013. https://web.archive.org/web/20130115055129/http://www.bpi.co.uk/certifiedawards/search.aspx. Läst 5 februari 2009.
4. ↑  ”Les Meilleures Ventes Tout Temps de 45 T. / Singles”. Arkiverad från originalet den 13 november 2008. https://web.archive.org/web/20081113171100/http://www.infodisc.fr/S_ToutTemps.php?debut%3D450. Läst 9 juni 2008.
5. ↑  Kent, David (1993). Australian Chart Book 1970–1992 (illustrated). St Ives, N.S.W.: Australian Chart Book. sid. 50. ISBN 0-646-11917-6
6. ↑  ”Chart Stats – Kate Bush – Babooshka”. Arkiverad från originalet den 7 februari 2009. https://web.archive.org/web/20090207181802/http://www.chartstats.com/songinfo.php?id=8906. Läst 24 november 2008.
7. ↑   Billboard Magazine, Hits of the World, 1980. Billboard Magazine. https://books.google.com/books?id=GyUEAAAAMBAJ&pg=PT135. Läst 20 september 2012
8. ↑  ”The Irish Charts - All there is to know”. Irishcharts.ie. Arkiverad från originalet den 3 juni 2009. https://www.webcitation.org/5hFf8iFDu?url=http://www.irishcharts.ie/search/placement. Läst 16 oktober 2016.
9. ↑   Billboard Magazine, Hits of the World, 1980. Billboard Magazine. https://books.google.com/books?id=NyQEAAAAMBAJ&pg=PT67. Läst 20 september 2012
10. ↑  https://www.top40.nl/kate-bush/kate-bush-babooshka-4448
11. ↑  http://www.dutchcharts.nl/showitem.asp?interpret=Kate+Bush&titel=Babooshka&cat=s
12. ↑  ”Springbok SA Top 20”. http://www.rock.co.za/files/sa_charts_1969_1989_songs_(A-B).html. Läst 27 februari 2018.
13. ↑   Billboard Magazine, Hits of the World, December 1980. Billboard Magazine. https://books.google.com/books?id=syQEAAAAMBAJ&pg=PT69. Läst 20 september 2012